# ヤング・ガイ!
グランド・ショー『ヤング・ガイ!』は宝塚歌劇団の作品。24場。1970年1月1日から2月4日（新人公演は1月24日）まで宝塚大劇場で月組公演があった。併演は『茨木童子』。

## スタッフ
- 作・演出：酒井澄夫
- 作曲・編曲：入江薫・中井光晴・寺田瀧雄・吉崎憲治
- 音楽指揮：橋本和明
- 歌唱指導：水島早苗
- 振付：岡正躬・県洋二・山田卓・朱里みさを
- 装置：石浜日出雄
- 衣装：静間潮太郎
- ヘア・デザイン：畠山順吉
- 照明：久保安太郎・棚橋守
- 小道具：上田特市
- 効果：坂上勲
- 音響監督：松永浩志
- 演出助手：草野旦
- 制作：小辻糺

## 主な出演

### 本公演
- 歌う青年、極楽鳥の女：古城都
- 歌う若者：上月晃
- 歌う女：笹潤子
- 少女：千草美景
- 青年：清はるみ、大滝子
- 踊る少女：雛とも子、大海竜子
- 歌手：水はやみ

### 新人公演
- 清はるみ
- 水はやみ
- 大滝子
- 榛名由梨
- 砂夜なつみ